# Pantaleon
A Pantaleon görög eredetű férfinév, jelentése: mindenkihez könyörületes.

## Rokon nevek
- Pentele:[1] a Pantaleon név régi magyar megfelelője.[3]

## Gyakorisága
Az 1990-es években a Pantaleon és a Pentele szórványos név, a 2000-es években nem szerepelnek a 100 leggyakoribb férfinév között.

## Névnapok
Pantaleon, Pentele
- július 27.[2]